# Tropidolaemus laticinctus
Espèce
Synonymes
- Trimeresurus laticinctus
Kuch, Gumprecht & Melaun, 2007

Tropidolaemus laticinctus est une espèce de serpents de la famille des Viperidae.

## Répartition
Cette espèce est endémique de Sulawesi en Indonésie.

## Description
C'est un serpent venimeux.

## Publication originale
- Kuch, Gumprecht & Melaun, 2007 : A new species of Temple Pitviper (Tropidolaemus Wagler, 1830) from Sulawesi, Indonesia (Squamata: Viperidae: Crotalinae). Zootaxa, n. 1446, p. 1–20.